# Xã Crete, Quận Will, Illinois
Xã Crete (tiếng Anh: Crete Township) là một xã thuộc quận Will, tiểu bang Illinois, Hoa Kỳ. Năm 2010, dân số của xã này là 23.774 người.